# 輋人

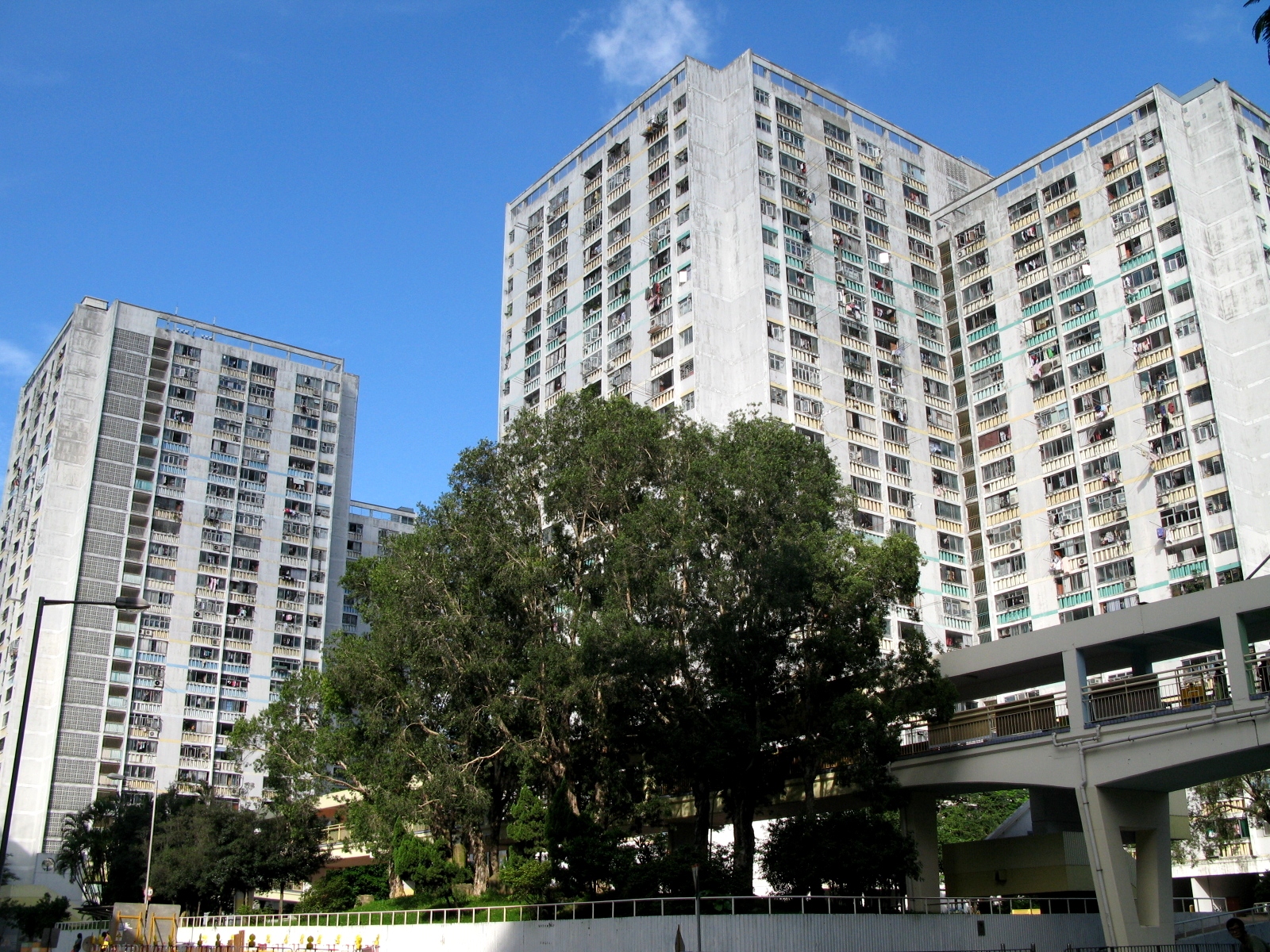
香港沙田一屋邨禾輋邨的「輋」字之起源與輋族的耕作方法有關。

輋人或輋民是中國瑤族的一個分支。輋字以“山”“大”为义符，“车”为声符。

## 歷史
輋民可能來源自瑤族。
文天祥在《知潮州寺丞東巖先生洪公行狀》說：「潮與漳、汀接壤，鹽寇輋民群聚」。
輋民來贛之原由，《江西通志稿》中說道：「明以前難為確定之論斷，在明代則為自廣東移徙而來。輋徭即古代山越，在廣東東部散處最廣。」《江西通志稿》又說：「輋人之主要目的在求得耕地以遂其生耳，不得平原之地則但求山地，以施其刀耕火種之勤，其情殊可憫焉。」守仁和邢絢韻詩說：「處處山田盡入輋，可憐黎庶半無家。」。
清代大學問家李調元於《齋瑣錄》說：「輋音斜，耕山嶽之地曰輋」。民國三十八年史學家吳宗慈主編的《江西通志考》的〈江西輋族考〉中說：「夫輋即苗即徭也。」，又說：「畬徭當以廣東東部為最多，其先世民族實為山越。」
宋代時居於香港大嶼山一帶的輋民鹽戶曾在南宋慶元三年（1197年）的一次暴亂中襲擊廣州地區，當時被稱為大奚山傜亂。明正德十二年丁丑（1517年）巡撫南贛都御史王守仁曾重兵擊剿，此畬徭之患得以解除。倖存的輋民緊縮於深山，陸續往閩、粵山區遷徙，贛（江西）境內的輋民幾乎消聲匿跡。王守仁的《王文成公全書》〈請立崇義縣治疏〉說：「其初畬賊原系廣東流來，先年奉巡撫都御史金澤行令安插於址。」這同時說明了廣東畬民是由東北遷徙而入江西的。
在千多年來與漢族的融合及同化下，廣東沿海一帶輋人的身份幾乎已絕跡，輋人可說是已融入其他民族裡，一些輋人成為瑤族和畬族。

## 耕作方法與生活
輋族遷徙到山上定居後，他們先選擇較平坦的斜坡，運用遷移式（或稱「刀耕火耨」）的方式，以火將野草、樹木燒燬，再利用所造成的草木灰作肥料，然後將禾稻種子撒在土地上，任由它們各自生長，至禾稻成熟時收割，這種在斜坡上的耕作方式稱為「輋」或「畬」，與田種有別。部份輋族曾參與鹽的製造及貿易，他們在鹽田透過蒸發海水提取食鹽。

## 語言
輋族的語言屬於苗瑤語系。在族群融合的過程中，其母語逐漸與客家話（包括畲話）和畲語融合。

## 地名
近代歷史學者徐松石的《粵江流域人民史》〈廣東畬人節〉曾記載：「畬徭即古代所謂山越，在廣東東部散處最廣，……現仍有許多輋字地名。……所以在廣東區域內所謂舊越人或先來之土著當系輋徭部族。」
今天，輋人在沿海地區生活過痕跡可謂已不能復見，但從一些地名仍然保留著他們存在的證明：
- 「輋」是指使用的耕作方法，也可能指居住在山上的輋人居民。例如香港的：

1. 沙田的禾輋、大輋
2. 打鼓嶺的坪輋
3. 東平洲的輋腳下
4. 大嶼山的藍輋、大輋峒
5. 西貢的菠蘿輋、大輋嶺、東龍二輋、下輋、莫遮輋、橫輋、輋徑篤、輋頂村
6. 林村的大芒輋（大陽輋）、大輋地
7. 大埔的圍頭村輋地、輋腳下、輋下、大輋嶺墩
8. 八鄉的上輋、下輋
9. 荃灣的大輋峒

## 輋人、瑤族與畬族
《說蠻》載：「輋，巢居也」，「輋人亦徭種也」。《南越筆記》說：「賦以刀為準者曰徭，徭所止曰輋，亦曰輋，是為畬蠻之類。」。《嶺表紀蠻》說：「畬與輋同音，蓋以同一種族，故音同字異」。明清時期顧炎武在《天下郡國利病書》稱：「輋當作畬，實錄謂之畬蠻。」。屈大均《廣東新語》亦將輋民與傜族本為同類，其區別在於前者由山長管理，不繳賦稅；後者接受官府管轄，須繳稅輕徭。
可見，「輋人」、「畬族」與瑤族同為一類。「輋人」與「畬族」的含義是有差異的，是指兩個不同之族群。畬族多指福建、江西畬族，是「刀耕火種，崖棲(洞居)谷汲」的土著居民，又稱峒蠻、峒獠。 
顧炎武在《天下郡國利病書》又說：「粵人以山林中結竹木障覆居息為輋，故稱徭所止曰輋。自信為狗王后。家有畫像，犬首人服，歲時祝祭。其姓為盤、藍、雷、鍾、苟，自相婚」。「輋」字在此作為族稱是側重於其居住的形式，指在廣東山林裡搭棚而居的族群。如此說明了明代時廣東一帶輋人的生活、習俗、信仰與及姓氏，均與現代的畬族相若，可證畬族與輋人、瑤族三者之間的密切關係。